# Республика Зоутпансберг

Церковь в Скумансдале, построенная в 1858 году и сожженная в 1867, после того как буры покинули город.

Республика Зоутпансберг (нидерл. Republiek Zoutpansberg, букв. «Республика города Солончаковой горы») — небольшое бурское государство, существовавшее в Южной Африке в конце XIX века, располагалось на крайнем севере современной южноафриканской провинции Лимпопо.
Республика и одноименный город были основаны в 1849 году фуртреккером Хендриком Потгитером, стремившегося уйти как можно дальше из сферы британского влияния, и названы в честь расположенного рядом горного хребта. Была построена церковь и укрепленная цитадель, португальские торговцы открыли свои магазины и фактории, процветала торговля слоновой костью и контрабанда оружием. Город с населением 1800 человек привлекал множество охотников и торговцев слоновой костью.
Хендрик Потгитер умер в декабре 1852 года, и главой республики становиться его сын Пит Потгитер, через два года он погибает в стычке с аборигенами. С 1855 по 1858 год главнокомандующим Зутпансберга был Стефанус Схуман. В 1855 году столица была переименована Схуманом в Скумансдал, но заброшена навсегда в 1867 году после эвакуации перед нападением враждебного племени венды. В 1858 г. после переговоров Стефануса Схумана и Мартинуса Весселя Преториуса республика была присоединена к Южно-Африканской республике (Трансвааль). Север провинции Лимпопо до сих пор известен как Зутпансберг.